# Fira d'Abril

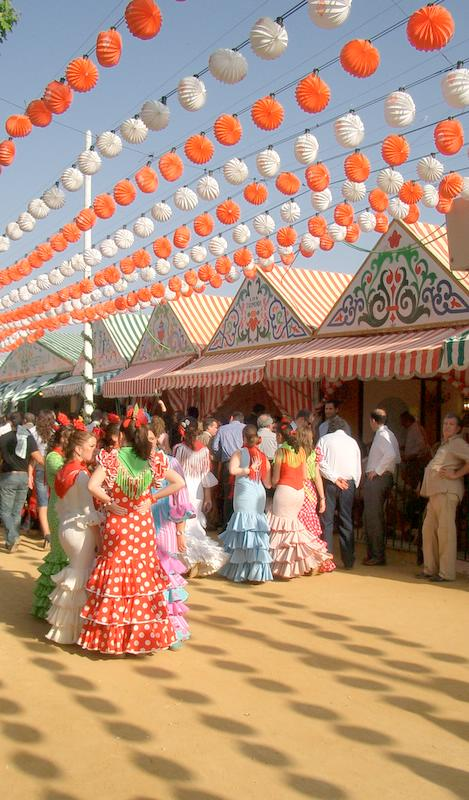
Un carrer de la Fira a Sevilla.

Es coneix com a Fira d'Abril (en castellà, Feria de Abril) al conjunt de casetes i atraccions que s'instal·len per a la celebració de la festa local de Sevilla capital. Més generalment és una festa que reivindica els costums i cultura andalusos i que se celebra a moltes ciutats fora d'Andalusia, com ara Barcelona i València.

## Etimologia
La paraula "feria" és llatina feria, feriae, era usada en plural feriae, feriarum. Els romans l'esmentaven per assenyalar festes i dies de descans, però no era descans del treball, sinó de tot acte civil per dedicar-se al culte religiós (vacare diis) i festejos que s'hi celebraven.

## Història dels primers mercats i fires
Amb la creació de les ciutats arreu d'Europa a partir del segle xi comencen els negocis amb mercaderies de tota classe. A cada ciutat amb una assiduïtat setmanal o diària hi ha un mercat, reunió de comerciants, o un altre encontre comercial, i a ciutats més preparades per la seua riquesa o situació s'hi organitzen les fires. En un principi sorgiren perquè els comerciants pogueren proveir-se de mercaderia en un lloc específic i en una data assenyalada, sobretot a l'engròs.
En ser tan nombrosos els mercats i perquè poguessen desenvolupar-se amb tranquil·litat, calgué crear un codi de respecte conegut com a paz de mercado (pau del mercat) i un altre de paz de la feria y del camino (pau de la fira i del camí) i encara un tercer de franquicias o privilegios. Llavors cadascú guardava els mercaders segons el moment en què es trobava, ja fora al desplaçament d'un mercat a l'altre, la tranquil·litat durant l'estada setmanal del lloc on el pertanguera al moment, els furts, prohibició d'ús d'armes i d'altres restriccions incloses als comerciants.
Amb el temps s'acordaren dates de celebracions, de costum d'una duració setmanal, s'organitzaren per evitar coincidències i així poder anar de mercat en mercat als venedors: amb l'inici dels dies del "bon temps" començaven les fires situades a la rodalia del Camí de Santiago i després a les ciutats d'interior i el sud, per terminar al setembre de nou al Camí de Santiago.
Una de les primeres fires documentalment coneguda és la de Valladolid del 1152, creada per Alfonso VII, així com unes quantes més iniciades al mateix segle (Sahagún, Palència, Madrid, Conca, Càceres, etc.). Alfonso X constitueix a Sevilla a mitjans del segle xiii, dues fires a l'any (cada abril i setembre) amb una duració cada una de 30 dies.
Com les fires eren freqüentades per mercaders de l'exterior portant amb ells la mateixa mercaderia, es veia obligat a posar ports de control estratègics per al transport de mercaderia i paga dels imposts (aduanes). A Andalusia foren creats les de Huelva, Cadis, Vejer, Sevilla i Xerès.

## Història
Els orígens de la Fira d'Abril es troben al 25 d'agost del 1846 quan Narciso Bonaplata (català) i José María de Ybarra (basc) redactaren una proposta que portaren fins al Cabildo Municipal de Sevilla demanant que els ho autoritzessin durant els dies 19, 20 i 21 d'abril una fira anual, un permís que els fou concedit després d'uns "estires i arronses" amb l'alcalde Comte de Montelirio, qui pensava que ja existien d'altres dues fires molt properes, la ramadera de Mairena del Alcor (la qual és la més antiga d'Andalusia, des del 1441, i primera de l'any en celebrar-se, una semana abans que la de Sevilla), que vetllarien l'èxit que prometien els dos organitzadors. Al març del 1847, la reina Isabel II concedí a Sevilla el privilegi de fira, que s'hi celebrà un mes més tard la primera de la ciutat amb la duració dels tres dies expressats. La reina no visità la fira fins passats uns anys, el 1877, sent-hi el seu acompanyant l'alcalde Ybarra.
El Cabildo Municipal veié que la idea del basc i del català era bona i a més estava recolzada per nombrosos ramaders i agricultors. Allí és quan comença la primera Fira d'Abril sevillana.
La primera fira ramadera es va ubicar al Prat de Sant Sebastià, en aquell temps un espai als afores de la ciutat; en el present és un dels llocs més cèntrics de la capital, junt amb la Fàbrica de Tabacs (actual Universitat de Sevilla) que era l'únic edifici que hi estava construït en aquelles dates, i fou molt més tard que s'hi edificà la Plaça d'Espanya i també s'hi col·locaria el monument a Rodrigo Díaz de Vivar, "El Cid Campeador". Comptava amb un total de 19 casetes i fou tan gran l'èxit obtingut que pocs anys més tard, el 1950, calgué separar-se allò que era la mercaderia del ramat i l'espai per a la diversió.
Amb aquest èxit, l'Ajuntament es veié obligat a anar eixamplant el lloc de celebració i la publicitat de l'ocasió. El 1890 fou editat el primer cartell oficial anunciador de la fira, i el 1910 es repartiren fulletons divulgatius.
L'any 1914 els tres dies es convertiren en cinc, i sis al 1952.
A partir de la dècada de 1920 la fira comença a prendre la seua forma actual, una ciutat artificial i efímera de només uns dies de duració on s'instal·len casetes per al goig dels visitants forasters i oriünds, venedors, festers, curiosos, artistes i famosos.
Durant anys el recinte de la fira es conegué com a "la Pasarel·la", a causa d'una estructura existent que era utilitzada per creuar el carrer, fins a l'any 1973 en què fou necessari reubicar les casetes per les distintes peticions de firaires, organismes i públic. L'espai esdevé petit i es traslladà al barri de Los Remedios, una zona gairebé rectangular amb una mesura d'1,5 km per 600 m, amb el nom propi de "Real de la Feria" (de l'àrab Rahal, Prat de la Fira), amb carrers que foren batejats amb noms de toreros de totes les èpoques, adornats de llumets de distints colors que il·luminen la foscor de la fira quan es fa de nit.
Com la fira no deixa de "créixer" s'espera que en un termini proper canviï de lloc, possiblement el Charco de la Pava.

## Ciutat efímera
Cada 1 de gener comença la construcció amb la instal·lació dels primers tubs que serveixen per a aixecar l'estructura de la porta oficial d'entrada a la fira, la "portada", que ha d'estar terminat i exposat el dia de la inauguració de la festa.

## Portada

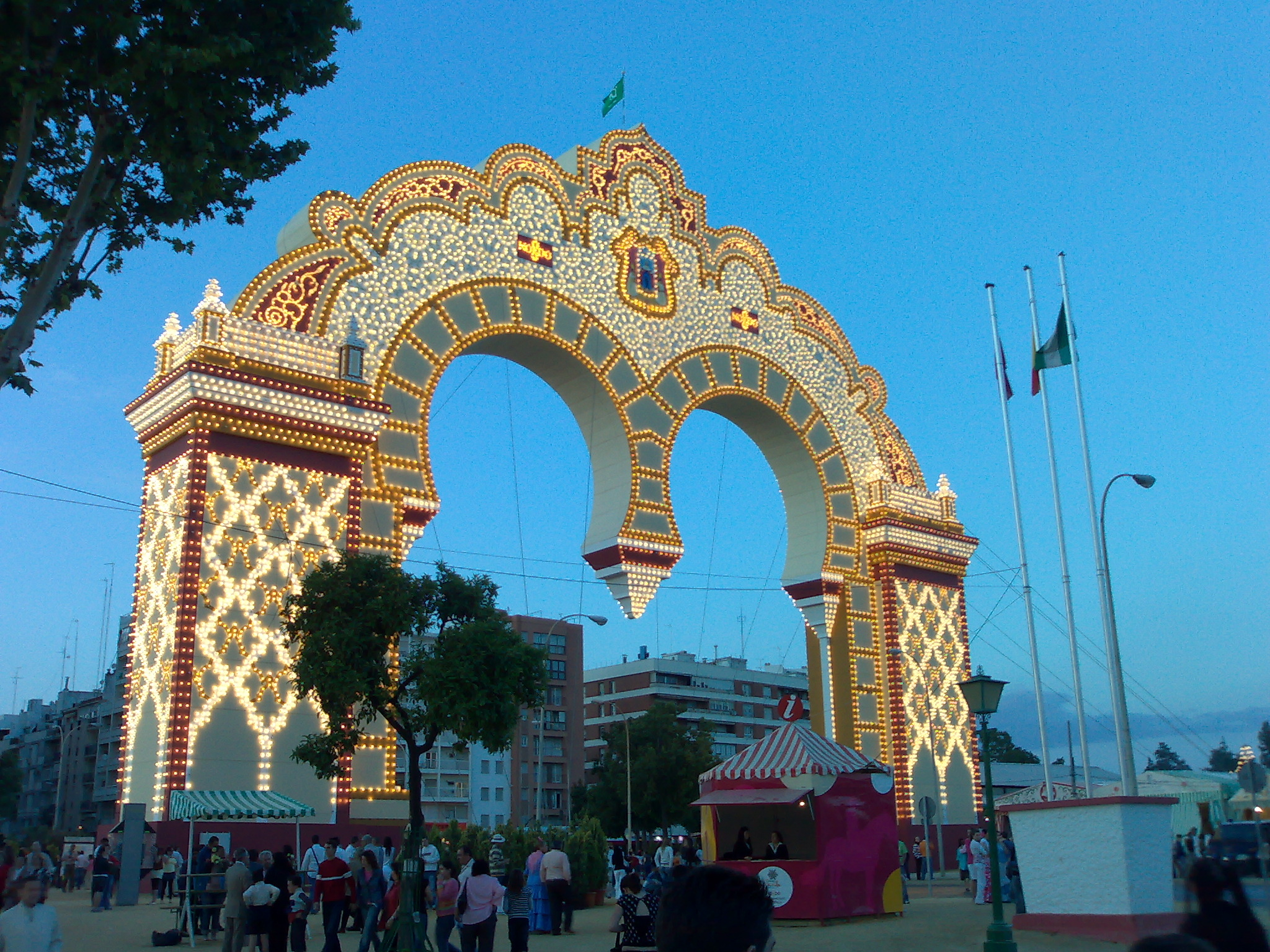
Portada de l'any 2007 il·luminada en ple capvespre.

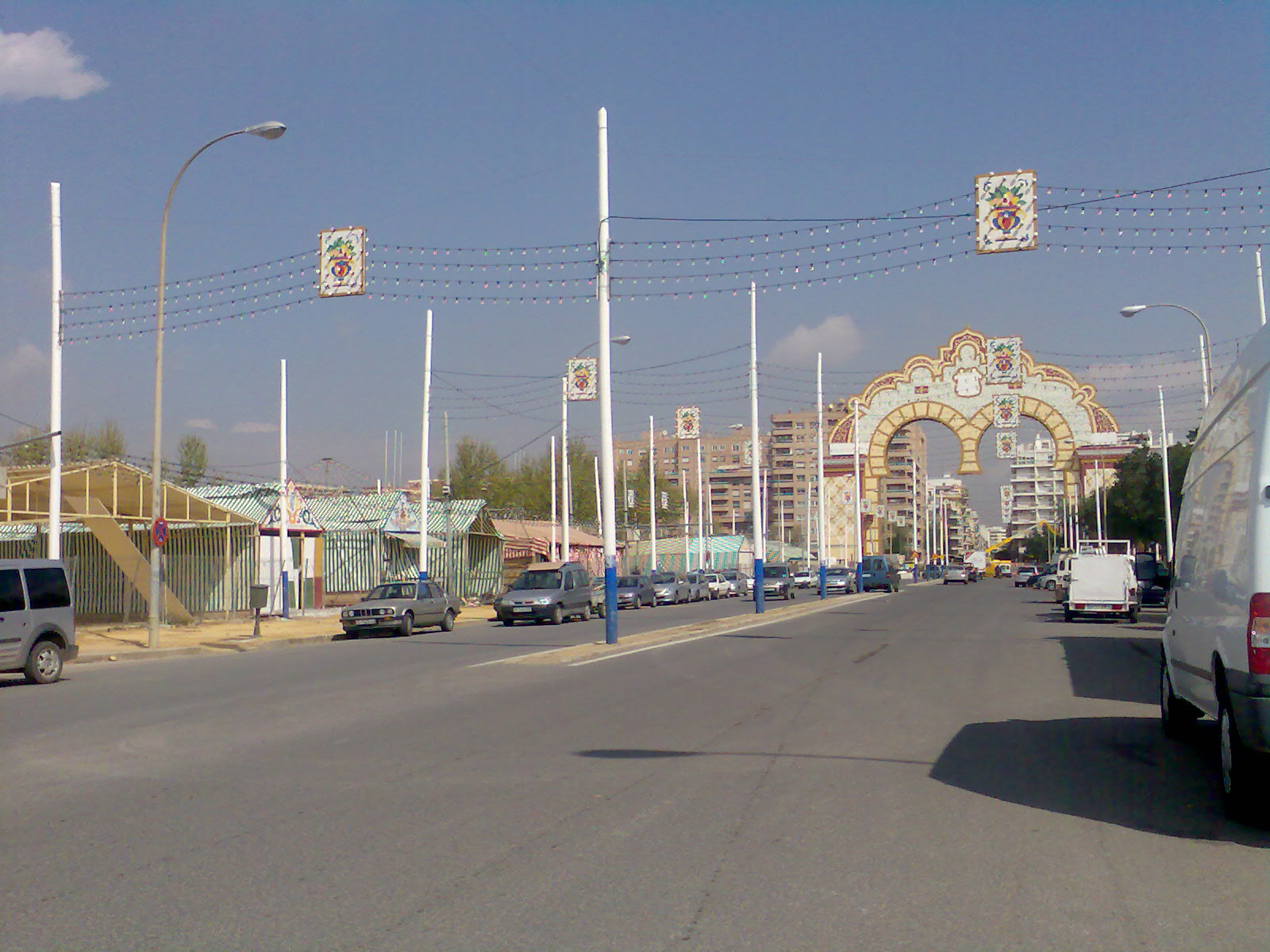
Treballs de muntatge de la portada de la Fira d'Abril del 2007 des del carrer Antonio Bienvenida.

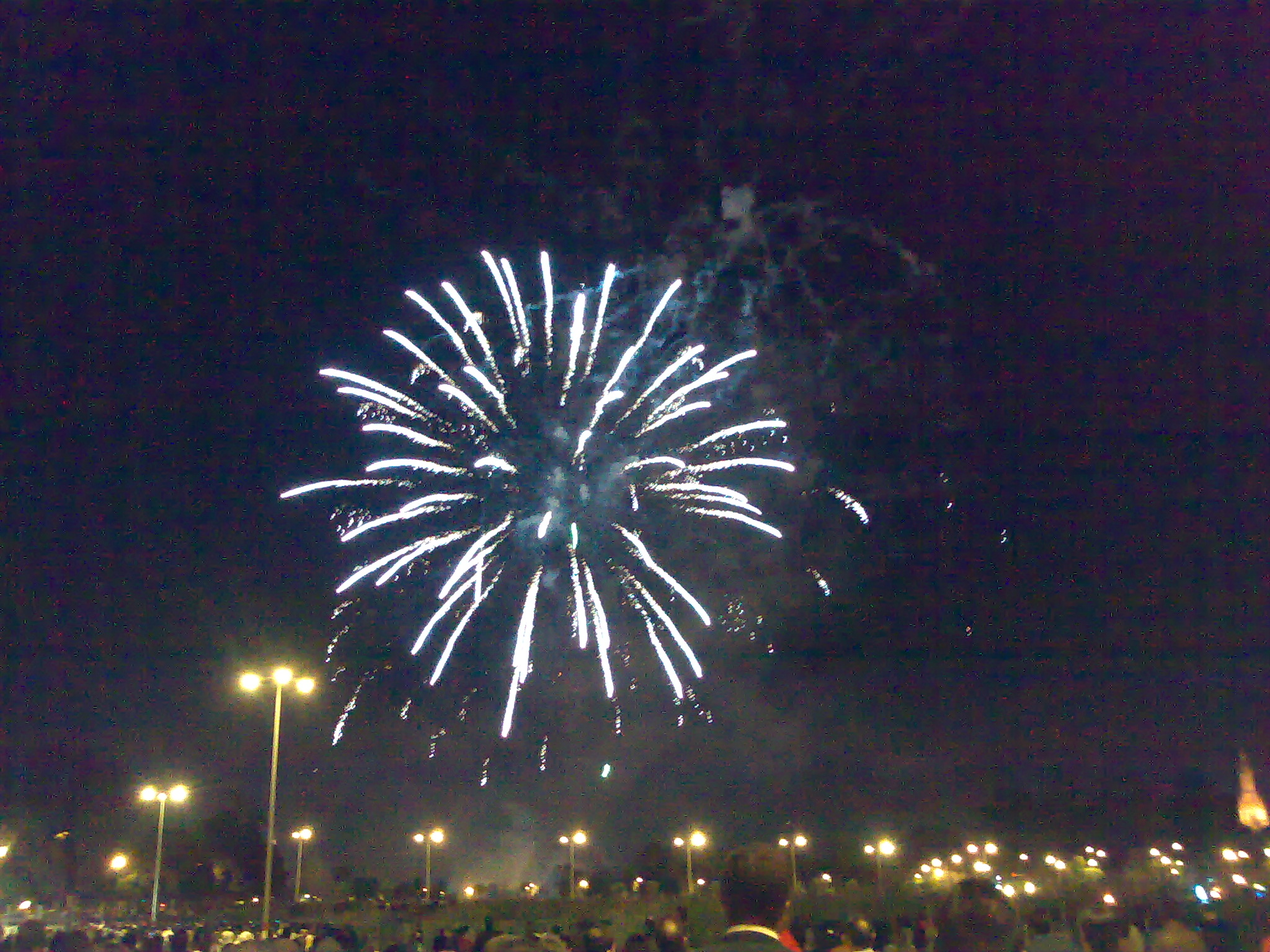
Focs d'artifici que posen punt final a cada setmana de Fira.

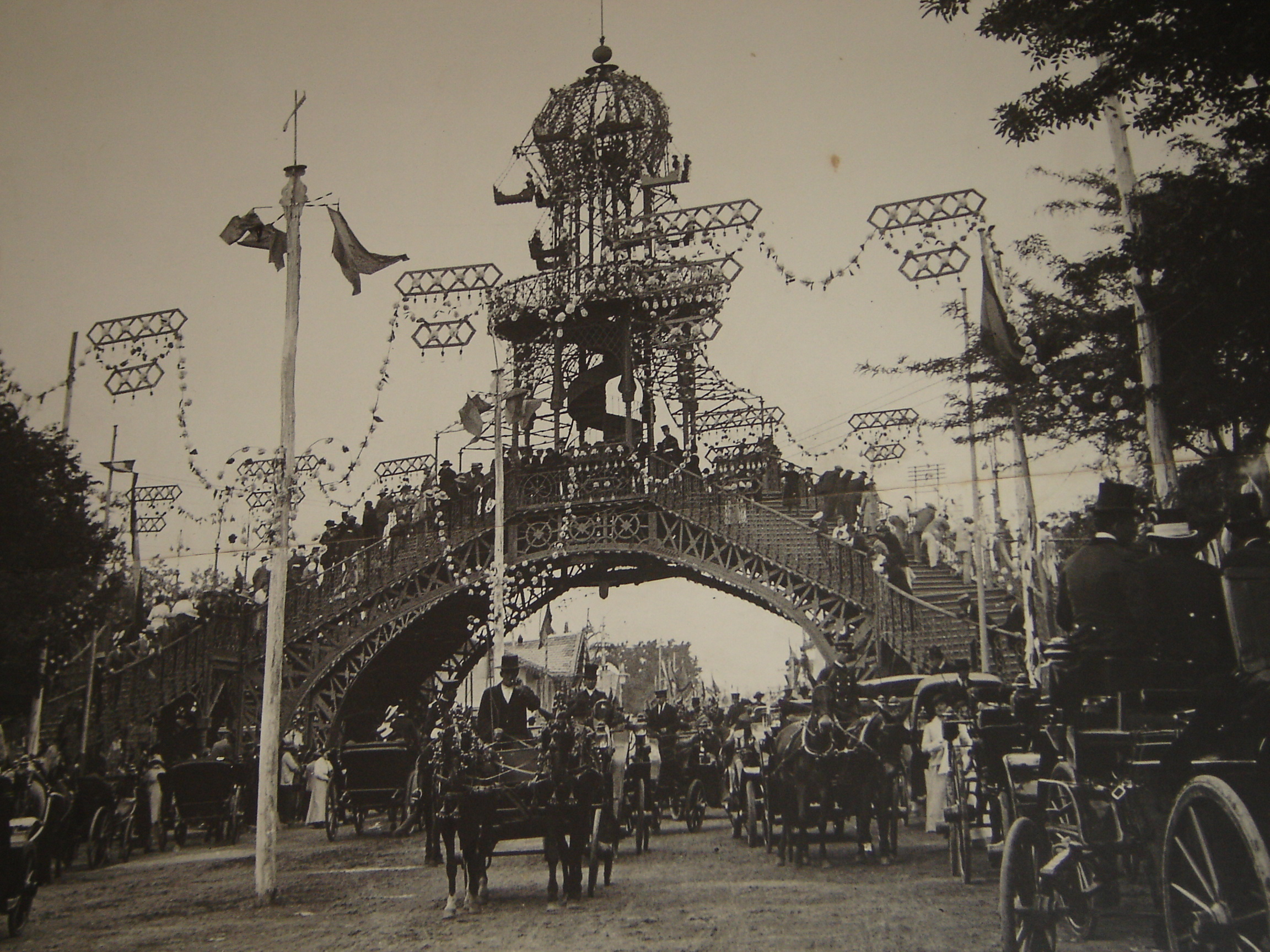
La primera portada (coneguda com a la "Pasarel·la") que tingué la Fira.

La primera portada que s'aixecà a la Fira data de l'any 1949, cada any la portada està dedicada a algun esdeveniment important, monument o edifici de la ciutat. Pot arribar a una alçada vora els 50 m d'arcades i torres amb certs trets d'arquitectura regionalista, i pot ser observada tant de dia com de nit gràcies als diversos milers de bombetes que la il·luminen.
El punt de partida de la festa s'inicia en primer lloc amb la nit del pescaito (peixets fregits), sopar previ a l'encesa de l'enllumenament, on el plat principal és peix fregit acompanyat del característic vi fi o la manzanilla. Després es prepara tot per a l'enllumenament, l'encesa de les milers de bombetes de la portada i carrers del recinte. S'hi realitza cada dimarts oficialment a la mitjanit.
El dia d'inici és el dilluns de dues setmanes posteriors a la finalització de la Setmana Santa de Sevilla, llevat de si això obligara que la Fira es fes al maig, en el qual cas només transcorre una setmana entre una festa i l'altra. El punt final és el diumenge següent amb l'apagada de les bombetes de la portada i acompanyat moments després per un castell de focs d'artifici.
El nombre total de bombetes que il·luminen la Fira ascendeix a un total aproximat de 350.000 cobertes pels seus peculiars fanalets venecians de distints colors, aconseguint amb això una vistositat i lluminositat molt peculiar. A les bifurcacions dels distints carrers aquestes bombetes estan disposades en forma de paraigües, que culminen en un alt pal, i aquí no les recobreixen els fanalets.

### Relació d'algunes portades, antigues i recents
La primera portada que tingué la Fira fou la gran "Passarel·la" que s'alçà durant 24 anys (1896-1920) a l'anterior emplaçament del Real en el Prat de Sant Sebastià, tingué tanta influència que encara avui en dia se'l coneix (al Prat) amb aqueix nom.
Les primeres portades que donà una altra característica a la Fira eren construccions més petites, però des del 1949 s'hi començà l'obligació d'edificar una gran entrada a la Fira, a partir d'aquell any les portades comencen a construir-se de major mida.
La portada prèvia, de l'any 1948, a les monumentals fou pionera en mida, era una mena de far gegant, que cobria la font on s'ubicava i es deia la Torre de los Toreros, estava decorada amb caps de braus, capots de passeigs i trofeus taurins de totes classes.
La portada del 1966 fou una de les més grans construccions del seu tipus, abastava dos carrers i la font se situava al centre. Unes altres portades que especialment ornamentades i grans són les dels anys 1968 i 1969, que representaven respectivament al Pont de Triana i al Pont de Navarra de la Plaça d'Espanya.
El 1970 s'homenatja a l'enyorada estructura de La Passarel·la fent-ne una imitació com a portada. El 1971 es torna a imitar l'altre pont de la Plaça d'Espanya, en aquest cas el Pont d'Aragó. La portada de l'any 1972 duia motius àrabs, recordant les seues torres a la Giralda abans de posseir el campanar. Fou la darrera portada de la Fira celebrada al Prat de Sant Sebastià.
La nova ubicació de la Fira no permetia estructures gegantesques com a portada, i s'havia de resignar a una mida una mica més petita d'amplada. La de l'any 1973 estigué dedicada al torero Antonio Bienvenida.
L'any 1974 tingué una particularitat la portada. S'hi afegiren unes escales i els visitants de la Fira pogueren accedir-hi. Fou l'única ocasió en què una portada pogué ser visitada interiorment, i per motius de seguretat no s'ha tornat a repetir. Estigué dedicada a la Passarel·la novament, la qual tenia com a principal ús el de sobrepassar el carrer de davall.
La portada de l'any 1975 era en aquesta ocasió un altre pont, però aquesta vegada no era de la Plaça d'Espanya sinó el Pont de Triana, motiu que es repetí a la portada del 1982. Als anys 1983 i 1984 la temàtica de la portada de Fira tornava a ser els ponts de la Plaça d'Espanya. La Passarel·la torna a ser el motiu triat per tercera vegada com a portada l'any 1986.
L'any 2003 es realitza la portada de Fira més alta de totes les que s'han celebrat fins ara, amb uns 47 metres. Commemorant el 500 aniversari de la fundació de la Universitat de Sevilla, representava la façana del rectorat de la Universitat. La portada del 2004, d'estil barroc, representa al Seminari Major de la Diòcesi, el qual anteriorment fou Universitat de Mareantes i també residència dels Ducs de Montpensier. L'any 2005 es realitza una portada en forma de tres ventalls superposats uns sobre d'altres i es volgué homenatjar a l'equip de futbol de Sevilla FC l'any del seu centenari.
El 2006 la portada té la particularitat d'haver sigut treta a concurs públic per l'Ajuntament de Sevilla, sent encarregada a Ricardo Suárez, realitzant una representació de la Porta del Príncep per on surten els toreros si han realitzat una bona feina a la Plaça de Toros de la Maestranza de Sevilla. El 2007, la portada commemorà el centenari de l'equip de futbol del Real Betis Balompié.

## Les "casetes"
Al principi la fira fou relacionada amb la venda de ramat i l'anomenada "caseta" era l'equivalent a un estable. L'any 1849 l'Ajuntament muntà la primera caseta tal com la coneixem avui en dia, és a dir, una carpa o tenda, i ho feu amb la intenció de vigilar i mantenir l'ordre públic, a causa de l'ambient festiu. Un any després s'hi col·locaren d'altres casetes amb diversos elements d'oci, alimentaris i més.
Amb el temps, les famílies amb més poder adquisitiu i algunes institucions volgueren gaudir més temps d'aquell espai, i el nombre de casetes augmentava, cadascú decorant-la segons volia i conformant un conjunt pintoresc. Adquirien així formes morunes, rodones, militars, etc., fins que l'any 1919 s'hi aconseguí una certa uniformitat d'estil, basat en un disseny realitzat pel pintor Gustavo Bacarisas, i la uniformitat total s'aconseguí l'any 1983 quan s'establiren normes per al muntatge.